# Raglanärmel

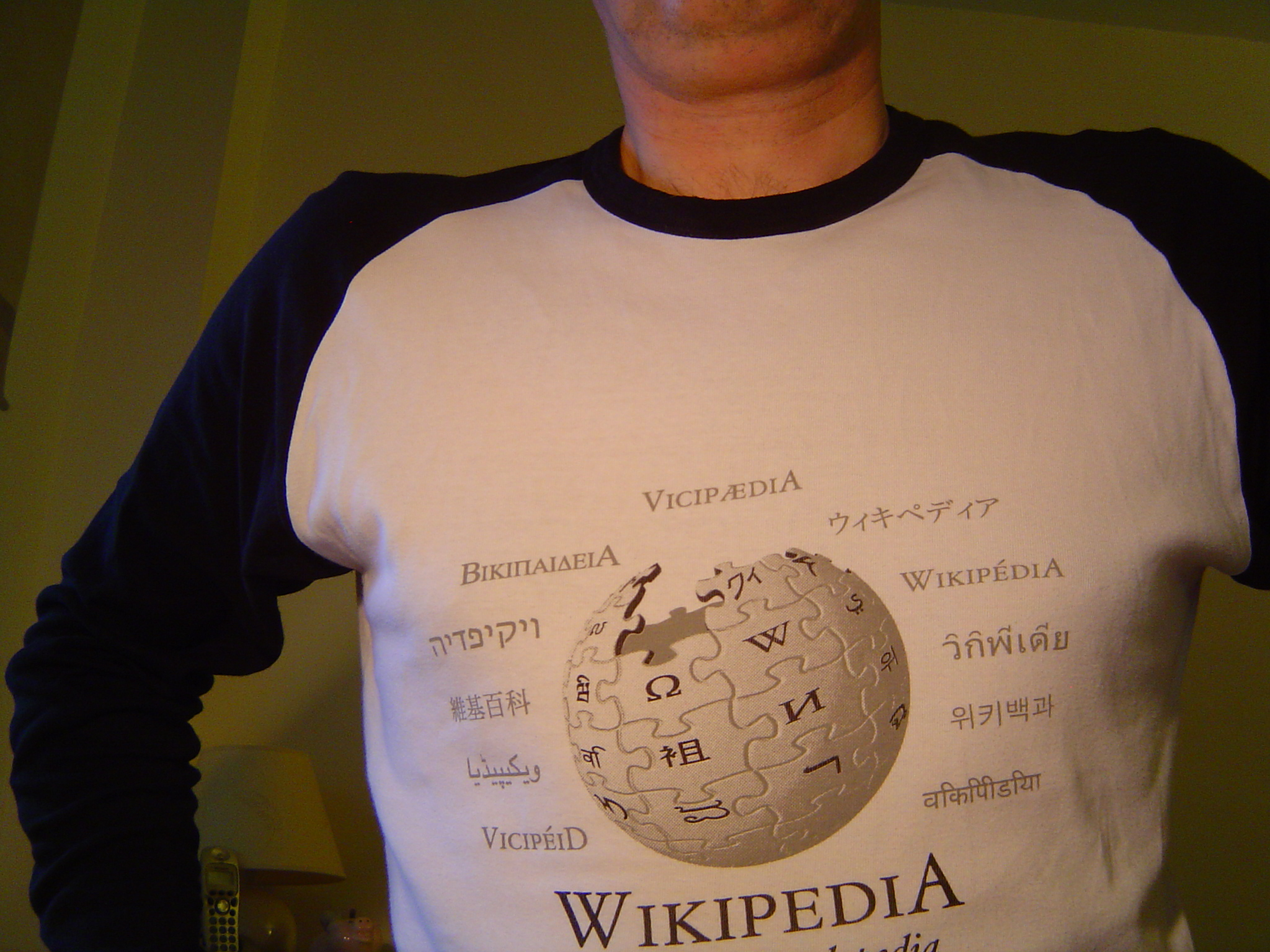
Raglanärmel

Raglanärmel  sind eine besondere Schnittform von Ärmeln. Der Schnitt schließt die Schulterpartie ein und die Nähte verlaufen schräg in die Kragennaht bis zum Halsansatz.

## Name
Benannt ist diese Ärmelform nach Lord Raglan (1788–1855). Die Bezeichnung tauchte erstmals um 1862 in der englischen Literatur auf. Lord Raglan hatte in der Schlacht von Waterloo einen Arm verloren und war Feldmarschall im Krimkrieg. Bei diesem Feldzug trug er einen Mantel, bei dem die Ärmel nicht an den Schultern angesetzt, sondern schräg an der Kragennaht befestigt waren, was ihm mit nur einem Arm das Anziehen des Mantels erleichterte.

## Schnittformen
- Vollraglan: Naht verläuft aus dem Halsloch bogenförmig ins Armloch
- Halbraglan: Naht verläuft aus einem Punkt auf der Schulterlinie ins Armloch[3]